# 409 Aspasia
För andra betydelser, se Aspasia (olika betydelser).
409 Aspasia eller 1895 CE är en stor asteroid i huvudbältet, som upptäcktes 9 december 1895 av den franske astronomen Auguste Charlois. Den är uppkallad efter Aspasia.
Asteroiden har en diameter på ungefär 171 kilometer.